# Mesochorus pectinatus
Mesochorus pectinatus là một loài tò vò trong họ Ichneumonidae.